# Skąpe (Couïavie-Poméranie)
Pour les articles homonymes, voir Skąpe.
Skąpe est un village de Pologne dans la région de Couïavie-Poméranie, le Powiat de Toruń, et la gmina (commune) de Chełmża.
Il est situé à environ 3 kilomètres au nord de Chełmża et à 21 km au nord de Toruń.
Plaque d'immatriculation: CTR.